# Morval Communal Cemetery
Morval Communal Cemetery is een begraafplaats gelegen in de Franse plaats Morval (Frankrijk) (Pas-de-Calais). De militaire graven worden onderhouden door de Commonwealth War Graves Commission.
De begraafplaats telt 2 geïdentificeerde Gemenebest graven uit de Tweede Wereldoorlog.